# 스탠리 매크리스털
스탠리 앨런 매크리스털(영어: Stanley Allen McChrystal, 1954년 8월 14일 ~ )은 미국의 은퇴한 군인 장성이다. 대통령에 대한 항명 등의 이유로 버락 오바마에게 강제 전역 조치당했다.

## 비판
미국에도 대한민국식 징병제를 도입하자고 주장하는 바람에 미국 내부에서는 군국주의자로 찍혔다. 또한 징병제를 도입하자고 주장하는 바람에 미국 청년 계층의 증오를 받게 되었다.

## 같이 보기
- 워 머신 (영화)